# Muaitumalas
Muaitumalas är en kulle i Finland.   Den ligger i den ekonomiska regionen Norra Lappland och landskapet Lappland, i den norra delen av landet, 1 000 km norr om huvudstaden Helsingfors. Toppen på Muaitumalas är 382 meter över havet, eller 52 meter över den omgivande terrängen. Bredden vid basen är 1,8 km.
Terrängen runt Muaitumalas är huvudsakligen platt, men söderut är den kuperad.  Trakten runt Muaitumalas är nära nog obefolkad, med mindre än två invånare per kvadratkilometer. Det finns inga samhällen i närheten. Omgivningarna runt Muaitumalas är i huvudsak ett öppet busklandskap.